# タンキニ

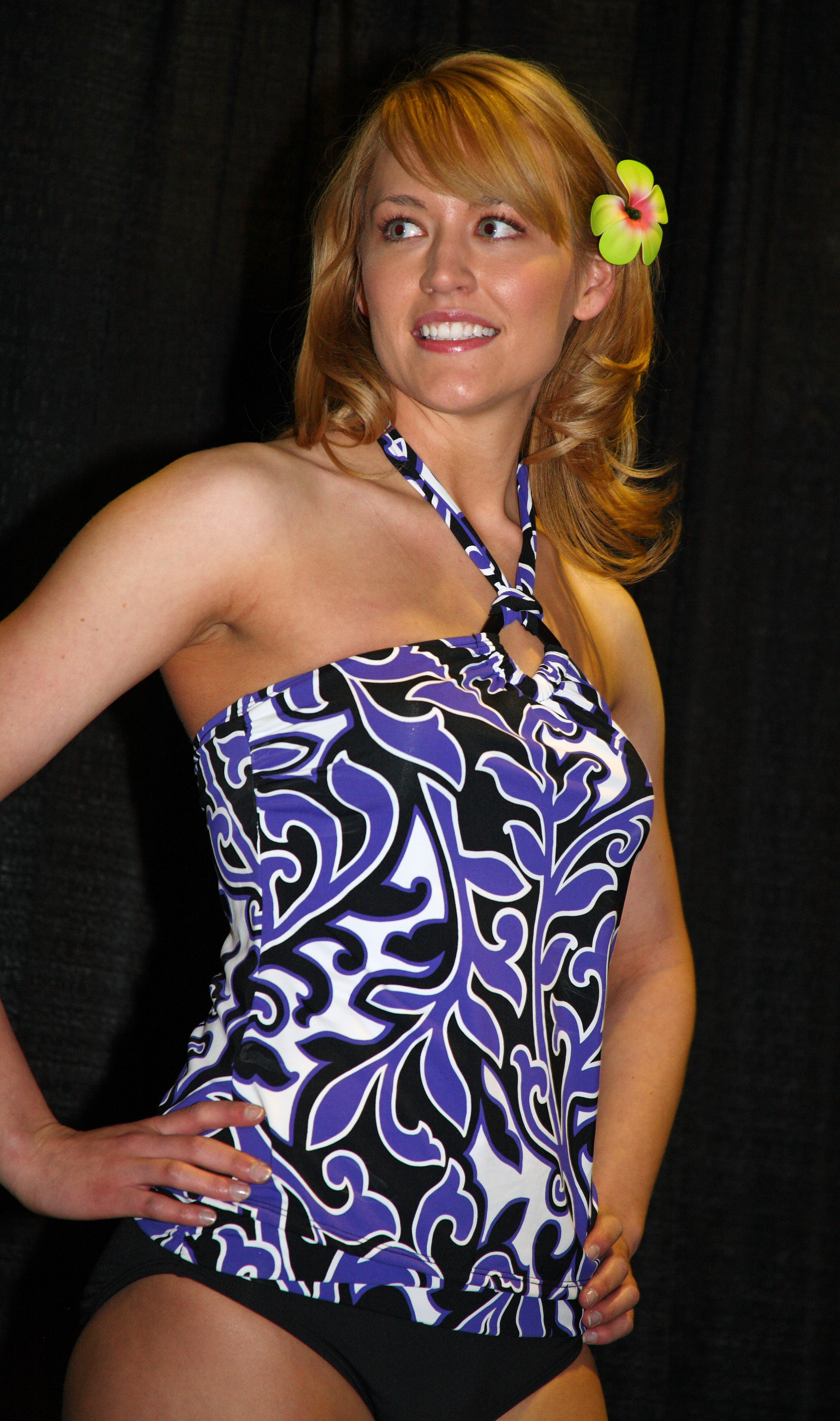
下衣がホットパンツ型のタンキニ

タンキニ（英語: Tank-top bikini）は、水着の形状の一種。セパレート型で、タンクトップとボトムスに分かれているもののこと。タンクトップ・ビキニが短縮されてできた造語である。
露出度が少なくアウターウェアに近い形の水着で、タンクトップによりウエスト部分の体型を目立たせなくする特徴があり、ボトムスをスカート型やショートパンツ型にすれば下腹や臀部の体型もカバーする効果がある。セパレート型のため、脱ぎ着がしやすいことも長所である。

## 形状
- トップスはタンクトップまたはキャミソールのような形状で、通常はウエスト部分の肌が露出しない程度に丈が長い。ビキニの上衣（ブラジャー）と重ね着されることもある。
- ボトムスはビキニの下衣、ショートパンツ（ホットパンツ）、スパッツ、スカートなどがあり、上からパレオが巻かれることもある。

気分や場面で着こなしを変えて楽しめるよう、トップス・ボトムス共に複数種類のアイテムがセットにされて販売されることが多いが、逆にサイズやデザインを上下で変えられるよう、ばら売りで揃えられる販売形態もある。